# Гејнсвил (Мисури)
Гејнсвил (енгл. Gainesville) град је у америчкој савезној држави Мисури.

## Демографија
По попису из 2010. године број становника је 773, што је 141 (22,3%) становника више него 2000. године.
| Група             | 2000.       | 2010.       |
| Белци             | 612 (96,8%) | 736 (95,2%) |
| Афроамериканци    | 1 (0,2%)    | 1 (0,1%)    |
| Азијати           | 0 (0,0%)    | 0 (0,0%)    |
| Хиспаноамериканци | 12 (1,9%)   | 13 (1,7%)   |
| Укупно            | 632         | 773         |